# 贝尔恩德·阿洛伊斯·齐默尔曼
贝尔恩德·阿洛伊斯·齐默尔曼（德語：Bernd Alois Zimmermann，1918年3月20日—1970年8月10日），本名 Bernhard Alois Zimmermann，德国20世纪作曲家，主要活跃于二战后的西德。他的作曲风格有别于当时普遍的先锋派音乐，广泛采用了从序列主义到电子音乐的各种技法。但他更以拼贴音乐（Collage）的先驱者著称。他在其音乐作品中混合多种音乐，包括引用前人作品片断。他最著名的作品是歌剧《士兵们》（Die Soldaten）。1970年8月10日，齐默尔曼自杀身亡。